# Centralny Fundusz Prac Badawczych i Rozwojowych
Centralny Fundusz Prac Badawczych i Rozwojowych  – rządowy fundusz celowy istniejący w latach 1986–1989, powołany w celu wspierania badań podstawowych, rozwojowych i wdrożeniowych zgodnych z planami społeczno-gospodarczymi rozwoju  kraju.

## Powołanie Funduszu
Na podstawie rozporządzenie Rady Ministrów z 1986 r. w sprawie szczegółowych zasad tworzenia oraz gospodarowania środkami centralnych funduszów na rozwój nauki i techniki ustanowiono Fundusz. Rozporządzenie Rady Ministrów pozostawało w związku z ustawą z 1985 r. o centralnych funduszach rozwoju nauki i techniki.

## Dochody Funduszu
Dochodami Funduszu były:
- dotacje z budżetu centralnego,
- wpłaty przedsiębiorstw państwowych z funduszu postępu naukowo-technicznego,
- dodatkowe wpłaty przedsiębiorstw państwowych, tworzących fundusz postępu naukowo-technicznego, ustalane w określonym stosunku do wartości sprzedaży produkcji tych przedsiębiorstw,
- inne wpływ określone w odrębnych przepisach.

## Dysponowanie środkami Funduszu
Dysponentami środków funduszu bylii:
- w odniesieniu do centralnych programów podstawowych – odpowiednio Sekretarz Naukowy Polskiej Akademii Nauk oraz Ministerstwo Nauki i Szkolnictwa Wyższego,
- w odniesieniu do centralnych programów badawczo-rozwojowych Minister-Kierownik Urzędu Postępu Naukowo-Technicznego i Wdrożeń,
- w odniesieniu do pozostałych zadań – właściwi ministrowie.

## Przeznaczenie środków funduszu
Środki funduszu przeznaczone były na:
- przedmiotowe  finansowanie planowanych centralnie prac badawczych i rozwojowych o podstawowym znaczeniu dla rozwoju społeczno-gospodarczego kraju, a w szczególności prac objętych:

a. centralnymi i resortowymi programami badań podstawowych,
b. centralnymi i resortowymi programami badawczo-rozwojowymi,
c. zamówieniami rządowymi z zakresu rozwoju nauki i techniki,
d. działalnością ogólnotechniczną  z wyłączeniem prac, które zgodnie z odrębnymi przepisami są finansowane przez zamawiających z innych źródeł,
- finansowanie prac badawczych i rozwojowych realizowanych w ramach międzynarodowej współpracy naukowo-technicznej, objętych centralnymi programami,
- dofinansowanie wybranych wydawnictw z zakresu nauki i techniki,
- dofinansowanie przedsięwzięć postępu naukowo-technicznego, w tym także budowy instalacji doświadczalno-produkcyjnych, podejmowanych przez przedsiębiorstwa państwowe,
- finansowanie opracowania  analiz, ocen, ekspertyz, prognoz i raportów dotyczących stanu i rozwoju określonej dziedziny nauki i techniki,
- finansowanie innych prac badawczych i rozwojowych, w tym także budowy instalacji doświadczalno-produkcyjnych, wykraczających poza możliwości finansowe poszczególnych jednostek gospodarki uspołecznionej,
- finansowanie nagród za szczególne osiągnięcia w dziedzinie nauki i wdrażania postępu naukowo-technicznego,
- finansowanie stypendiów na rozwiązywanie zadań badawczych, rozwojowych i wdrożeniowych o istotnym znaczeniu dla gospodarki narodowej oraz kosztów ich realizacji.

## Nabywanie przedmiotów majątkowych
Ze środków Funduszu mogły być nabywane lub wytwarzane przedmioty majątkowe, ściśle związane z tematem pracy i niezbędne do jej realizowania, a w szczególności:
- specjalna aparatura naukowo-badawcza,
- prototypy doświadczalne nowych maszyn i urządzeń,
- instalacje doświadczalne,
- obiekty budownictwa doświadczalnego.

## Zniesienie Funduszu
Na podstawie ustawy z 1989 r. o Centralnym Funduszu Rozwoju Nauki i Techniki zlikwidowano Fundusz. 